# 中华人民共和国外交部
中华人民共和国外交部，是中华人民共和国国务院主管外交事務的组成部门。
外交部負責處理中华人民共和国政府與世界其他国家政府及政府間国际组织的外交事務，中华人民共和国外交部成立于1954年9月，其前身是1949年10月成立的中央人民政府外交部。办公大楼位于北京市朝阳区朝阳门南大街2号，1997年竣工，每年定期向公众开放（平均一年两次）。

## 沿革
1949年10月1日，以中共中央外事组（1947年5月1日在山西省临县中央后委驻地成立）为基础，中華人民共和國中央人民政府成立，設立中央人民政府外交部。周恩来在當天親筆簽署了中華人民共和國第一份外交文書：「本政府為代表中華人民共和國全國人民的唯一合法政府。凡願遵守平等、互利及互相尊重領土主權等項原則的任何外國政府，本政府均願與之建立外交關係。」并送达在北京、南京、上海的各国的旧外交代表。1949年11月8日在北京东城区外交部街31号（现为33号）的部机关召开了外交部成立大会。此时，外交部共有干部248人，其中科级及以上干部47人、抗战或更早参加革命的干部68人、留学生17人、大学生140人、懂外文干部140人。政务院第十一次政务会议任命了外交部办公厅和各司（委员会）负责人。
1952年8月7日，中央人民政府第十七次會議決定，撤銷中央人民政府情报总署，其工作併入中央人民政府外交部情報司；撤銷中央人民政府新闻总署，其負責的外國記者管理工作交由中央人民政府外交部情報司負責。
1954年9月，第一届全国人民代表大会第一次會議在北京召開，會議通過了《中华人民共和国宪法》和《中華人民共和國國務院組織法》，成立中华人民共和国国务院。根據國務院《關於設立、調整中央和地方國家機關及有關事項的通知》，中央人民政府外交部即告結束。國務院按照《國務院組織法》的規定，將中央人民政府外交部改名為現今的中华人民共和国外交部，接替相關工作，成為國務院組成部門。
2020年8月31日，根据国家发展改革委《关于全面推开行业协会商会与行政机关脱钩改革的实施意见》（发改体改〔2019〕1063号）、《关于做好全面推开全国性行业协会商会与行政机关脱钩改革工作的通知》（联组办〔2019〕2号），原由外交部主管的中国亚洲经济发展协会与外交部分离，依法直接登记、独立运行，剥离行政职能，不再设置业务主管单位。取消对其的直接财政拨款，通过政府购买服务等方式支持其发展。

## 职责
根据《外交部职能配置、内设机构和人员编制规定》，外交部承担下列职责：
1. 贯彻执行国家外交方针政策和有关法律法规，代表国家维护国家主权、安全和利益，代表国家和政府办理外交事务，承办党和国家领导人与外国领导人的外交往来事务。
2. 调查研究国际形势和国际关系中全局性、战略性问题，研究分析政治、经济、文化、安全等领域外交工作的重大问题，为党中央、国务院制定外交战略和方针政策提出建议。
3. 按照外交总体布局，就对外贸易、经济合作、经援、文化、军援、军贸、侨务、教育、科技、外宣等重大问题，负责与有关单位协调，向党中央、国务院报告情况、提出建议。
4. 起草外交工作领域相关法律法规草案和政策规划。
5. 负责处理联合国等多边领域中有关全球和地区安全以及政治、经济、人权、社会、难民等外交事务。
6. 负责国际军控、裁军、防扩散等领域工作，研究有关国际安全问题，组织军控方面有关条约、协定的谈判。
7. 负责办理国家对外缔结双边、多边条约事务，负责国际司法合作有关事项，负责或参与处理涉及国家和政府的重大涉外法律案件，协助审核涉外法律法规草案，组织协调有关我国履行国际公约、协定工作。
8. 牵头或参与拟订陆地、海洋边界相关政策，指导协调海洋对外工作，组织有关边界划界、勘界和联合检查等管理工作并处理有关涉外案件，承担海洋划界、共同开发等相关外交谈判工作。
9. 发布重要外交活动信息，阐述对外政策，负责国家重要外事活动新闻工作，组织公共外交活动，主管在华外国记者和外国常驻新闻机构事务。
10. 负责国家对外礼仪和典礼事务，负责国家重要外事活动礼宾事宜，负责驻华外交机构在华礼遇、外交特权和豁免事宜。
11. 负责领事工作。管理外国驻华外交、领事机构；负责海外侨务工作；办理和参与境内涉外案件的对外交涉工作；负责领事保护和协助工作，协调有关部门、地方政府并指导驻外外交机构处理领事保护和协助案件，发布领事保护和协助的预警信息。
12. 负责协调处置境外涉我突发事件，保护境外中国公民和机构的合法权益，参与处置境内涉外突发事件。
13. 依法管理香港、澳门特别行政区外交、领事事务，处理涉台外交事务。
14. 指导、协调地方和国务院各部门外事工作，审核地方和国务院各单位的重要外事规定和上报国务院的外事请示，会同有关部门研究提出对重大外事违规违纪事件的处理意见。
15. 处理和协调关系国家安全问题的有关涉外事宜。
16. 负责国家重要外事活动、外交文件和文书翻译工作。
17. 领导驻外外交机构及驻香港、澳门特派员公署工作，负责驻外外交机构干部队伍建设，指导、监督驻外外交机构及驻香港、澳门特派员公署信息化、财务和馆舍建设工作，负责驻华外交机构房地产使用管理工作。
18. 代管中国人民对外友好协会，归口管理中国红十字会总会、中国宋庆龄基金会的外事工作。
19. 承办党中央、国务院交办的其他事项。

## 机构设置
根据《外交部职能配置、内设机构和人员编制规定》，外交部设置下列机构：

### 内设机构
- 办公厅
- 政策规划司
- 亚洲司
- 西亚北非司
- 非洲司
- 欧亚司
- 欧洲司
- 北美大洋洲司
- 拉丁美洲和加勒比司
- 国际司
- 国际经济司
- 军控司
- 条约法律司
- 边界与海洋事务司
- 新闻司
- 礼宾司
- 领事司（领事保护中心）
- 香港澳门台湾事务司
- 翻译司
- 外事管理司
- 涉外安全事务司
- 干部司
- 离退休干部局
- 行政司
- 财务司
- 机关党委（部党委国外工作局）
- 外交部巡视工作领导小组办公室

### 派出机构
- 各驻外外交代表机构和领事机构
- 驻香港特别行政区特派员公署
- 驻澳门特别行政区特派员公署

### 直属事业单位
- 外交部档案馆[3]
- 外交部机关及驻外机构服务中心（外交部机关及驻外机构服务局）
- 北京外交人员服务局
- 钓鱼台国宾馆管理局
- 中国国际问题研究院
- 外交学院

### 直属企业单位
- 世界知识出版社有限公司

### 主管社会团体
- 中国人民外交学会（副部级）

## 历任领导
| 部长 - 周恩来（1949年10月1日—1958年2月11日；国务院总理兼） - 陈毅（1958年2月11日—1972年1月6日；国务院副总理兼） - 姬鹏飞（1971年4月—1972年1月，代理） - 姬鹏飞（1972年1月—1974年11月） - 乔冠华（1974年11月—1976年12月2日） - 黄华（1976年12月2日—1982年11月19日；国务院副总理兼） - 吴学谦（1982年11月19日—1988年4月12日；国务委员兼） - 钱其琛（1988年4月12日—1998年3月18日；国务委员兼，1992年10月起为中央政治局委员、国务委员兼，1993年7月起为中央政治局委员、国务院副总理兼） - 唐家璇（1998年3月18日—2003年3月17日；国务委员兼） - 李肇星（2003年3月17日—2007年4月27日） - 杨洁篪（2007年4月27日—2013年3月16日） - 王毅（2013年3月16日—2022年12月30日；2018年3月起为国务委员兼，2022年10月起为中央政治局委员、国务委员兼） - 秦刚（2022年12月30日—2023年7月25日；国务委员兼） - 王毅（2023年7月25日至今；中央政治局委员、中央外办主任兼） | 党委书记 - 周恩来（1949年11月—1958年2月；部党组书记） - 陈毅（1958年2月—6月；部党组书记） - 陈毅（1958年6月—1970年7月） - 姬鹏飞（1970年7月—1974年11月；部核心小组组长） - 乔冠华（1974年11月—1976年10月；部核心小组组长） - 黄华（1976年11月—1977年10月；部核心小组组长） - 黄华（1977年10月—1982年4月；部党组书记） - 吴学谦（1982年4月—1983年9月；部党组书记） - 吴学谦（1983年9月—1988年5月） - 钱其琛（1988年7月—1993年3月） - 田曾佩（1993年3月—1997年7月） - 唐家璇（1997年7月—2000年） - 李肇星（2001年3月—2003年3月） - 戴秉国（2003年3月－2007年9月） - 王毅（2007年9月－2008年6月） - 王光亚（2008年6月－2010年10月） - 张志军（2010年12月－2013年3月） - 张业遂（2013年3月－2019年1月） - 齐玉（2019年1月29日—） |

分管外交日常业务工作的副部长（常务副部长）
……
- 張志軍
- 张业遂（2013年3月－2018年3月，部党委书记兼）
- 乐玉成（2018年3月－2022年6月）
- 马朝旭（2023年1月13日至今，正部长级）[9][10][11]

| 副部长 - 王稼祥（1949年10月—1959年9月） - 李克农（1949年10月—1954年10月） - 章汉夫（1949年10月—1972年1月） - 伍修权（1950年12月—1955年1月） - 张闻天（1954年12月—1960年11月） - 姬鹏飞（1955年1月—1972年1月） - 袁仲贤（1956年1月—1957年2月） - 罗贵波（1957年10月—1970年10月） - 曾涌泉（1957年11月—1963年8月） - 耿飚（1960年1月—1963年8月） - 黄镇（1961年4月—1964年3月） - 刘晓（1962年12月—1966年9月） - 曾涌泉（1964年1月—1965年12月） - 刘新权（1964年3月—1970年6月） - 乔冠华（1964年3月—1974年11月） - 王炳南（1964年3月—1975年7月） - 韩念龙（1964年3月—1982年4月） - 陈家康（1966年1月—1970年7月） - 徐以新（1966年1月—1979年2月） - 李耀文（1971年7月—1971年11月） - 马文波（1972年5月—1978年2月） - 符浩（1972年5月—1982年4月） - 何英（1972年5月—1982年4月） - 仲曦东（1972年5月—1982年4月） - 余湛（1972年5月—1983年5月） - 王海容（1974年7月—1979年2月） - 刘振华（1976年7月—1979年2月） - 张海峰（1978年1月—1981年12月） - 章文晋（1978年1月—1982年10月） - 王殊（1978年5月—1980年4月） - 韩克华（1979年11月—1981年1月） - 张灿明（1979年11月—1982年4月） - 浦寿昌（1979年11月—1982年4月） - 宫达非（1979年11月—1984年8月） - 王幼平（1979年7月—1981年12月） - 姚广（1982年12月—1986年2月） - 吴学谦（1982年4月—11月） - 温业湛（1982年4月—1984年7月） - 韩叙（1982年4月—1984年8月） - 钱其琛（1982年4月—1988年4月） - 刘述卿（1984年8月—1989年7月） - 朱启祯（1984年8月—1989年7月） - 周南（1984年8月—1990年1月） - 齐怀远（1986年3月—1991年8月） - 田曾佩（1988年5月—？） - 刘华秋（1989年10月—？） - 杨福昌（1990年3月—1993年7月） - 姜恩柱（1991年12月—1995年8月） - 徐敦信（1991年4月—1993年1月） - 唐家璇（1993年3月—1998年3月） - 戴秉国（1994年1月—1995年7月） - 李肇星（1995年2月—1998年1月） - 王英凡（1995年2月—？） - 张德广（1995年2月—？） - 杨洁篪（1998年2月—？） …… - 吉佩定 - 呂新華 - 楊文昌 - 孔鉉佑 - 李金章 - 翟雋 - 傅瑩 - 張漢暉 - 武大偉 - 李保東 - 王超 - 周文重 - 王光亞 - 羅照輝 - 郑泽光（2015年12月18日—2021年2月20日） - 谢锋（2021年1月4日—2023年5月23日） - 马朝旭（2019年7月17日—） - 孙卫东（2022年11月15日—） - 邓励（2021年10月25日—2025年1月7日） - 陈晓东（2024年3月14日—） - 华春莹（2024年5月27日—，兼外交部新闻司司长、外交部新闻发言人〔2025年1月15日免兼职〕） - 苗得雨（2025年6月24日—） | 党委副书记 - 李克农（1949年11月一1954年10月；部党组副书记） - 章汉夫（1949年11月—1958年6月；部党组副书记） - 伍修权（1949年11月—1955年1月；部党组副书记） - 张闻天（1954年12月—1958年6月；部党组副书记） - 张闻天（1958年6月—1960年11月） - 章汉夫（1958年6月—1966年5月） - 伍修权（1958年6月—1958年9月） - 罗贵波（1958年6月—1966年5月） - 刘晓（1962年12月—1966年5月） - 姬鹏飞（1964年6月—1966年5月） - 曾涌泉（1964年6月—1966年3月） - 章汉夫（1966年5月—1970年7月） - 罗贵波（1966年5月—1970年7月） - 刘晓（1966年5月—1966年9月） - 姬鹏飞（1966年5月—1970年6月） - 乔冠华（1970年7月—1974年11月；部核心小组副组长） - 韩念龙（1970年7月—1976年10月；部核心小组副组长） - 仲曦东（1970年7月—1976年10月；部核心小组副组长） - 王海容（1975年1月—1976年10月；部核心小组副组长） - 王海容（1976年10月—1977年9月；部核心小组第一副组长） - 黄镇（1977年9月—10月；部核心小组第一副组长） - 廖承志（1977年9月—10月；部核心小组第二副组长） - 韩念龙（1976年10月—1977年10月；部核心小组副组长） - 仲曦东（1976年10月—1977年10月；部核心小组副组长） - 刘振华（1976年10月—1977年10月；部核心小组副组长） - 黄镇（1977年10月—1978年3月；部党组副书记） - 廖承志（1977年10一1982年4月；部党组副书记） - 韩念龙（1977年10月—1982年4月；部党组副书记） - 仲曦东（1977年10月—982年4月；部党组副书记） - 王海容（1977年10月—1979年2月；部党组副书记） - 刘振华（1977年10月—1979年2月；部党组副书记） - 张海峰（1978年3月—1981年2月；部党组副书记） - 王幼平（1979年7月—1981年12月；部党组副书记） - 姚广（1983年9月—1986年2月） - 钱其琛（1983年9月—1988年7月） - 唐家璇（1994年11一1997年7月） …… - 秦刚（2022年12月30日—2023年3月12日；外交部部长兼） |

| 部长助理 …… - 孔泉（2006年8月—2008年3月） - 胡正跃（2008年6月—2011年8月） - 钱洪山（2013年11月—2018年3月） - 刘海星（2015年12月—2017年3月） - 陈晓东（2017年7月—2020年9月） - 张军（2018年5月—2019年7月） - 刘显法（2019年2月—2021年1月） - 邓励（2020年8月—2021年10月） - 吳江浩（2020年9月—2023年3月） - 徐飞洪（2021年2月20日—2024年5月9日） - 华春莹（2021年10月25日—2024年5月，兼外交部新闻司司长、外交部新闻发言人） - 农融（2023年2月7日—2024年2月23日） - 苗得雨（2023年12月9日—2025年6月24日） - 赵志远（2024年3月31日—） - 刘彬（2024年9月6日—） - 洪磊（2024年10月22日—） | 党委委员 …… - 马朝旭（2019年7月17日—） - 邓励（2020年8月—2025年1月） - 徐飞洪（2021年2月20日—2024年5月9日） - 华春莹（2021年10月25日—） - 农融（2023年2月7日—2024年2月23日） - 張驥 （2019年—） - 苗得雨（2023年12月9日—2024年2月23日） - 陈晓东（2024年3月14日—） |

## 驻部纪检监察组
中央纪律检查委员会国家监察委员会驻外交部纪检监察组，简称中央纪委国家监委驻外交部纪检监察组，是中国共产党中央纪律检查委员会、中华人民共和国国家监察委员会的派驻中华人民共和国外交部的纪检监察机构。

### 沿革
文革前，设有中央监察委员会驻外交部监察组，是中央监察委员会派驻机构。1980年代，设立监察部驻外交部监察局，后与中国共产党外交部纪律检查委员会（简称外交部纪委）、中国共产党外交部机关纪律检查委员会（简称外交部机关纪委）合署办公。2016年1月，中央纪委驻外交部纪检组正式成立，外交部纪委和监察部驻外交部监察局不再保留，人员整体划转至中央纪委驻外交部纪检组。这标志着多年来实行的外交部纪委、驻部监察局和外交部机关纪委三块牌子、一套人马合署办公的外交部纪检工作体制正式结束。2016年6月，经外交部党委批准，外交部机关纪委承担部内部属单位有关纪律检查工作，并受部党委委托承担驻外外交机构有关纪律检查工作，外交部机关纪委由此开始独立履责。2018年，中央纪委驻外交部纪检组改为中央纪委国家监委驻外交部纪检监察组。

### 历任领导
| 组长 …… - 姚广（1982年—1988年5月，外交部纪委书记） - 王言昌（1988年底—1993年1月，外交部纪委书记） - 万永祥（1993年1月—1996年10月，外交部纪委书记） - 王国章（1997年1月—1999年5月，外交部纪委书记） …… - 乔宗淮（2002年9月—2008年，外交部纪委书记） - 宋涛（2008年8月—2011年，外交部纪委书记） - 谢杭生（2011年—2016年，外交部纪委书记；2016年—2018年，中央纪委驻外交部纪检组组长；2018年—2019年，中央纪委国家监委驻外交部纪检监察组组长） - 張驥 （2019年—） | 副组长 …… - 王言昌（1987年3月—1988年12月，监察部驻外交部监察局局长） - 王国章（1987年7月—1991年7月，外交部纪委副书记、常务副书记） …… - 佟明涛（2004年—2008年，外交部纪委副书记、监察部驻外交部监察局局长） - 徐坚（2007年—2012年，外交部纪委副书记、监察部驻外交部监察局局长） - 耿文兵（2012年—2016年，外交部纪委副书记、监察部驻外交部监察局局长） - 李岩（2016年6月—2018年12月） |